# St-Vincent-St-Germain (Saint-Germain-lès-Corbeil)

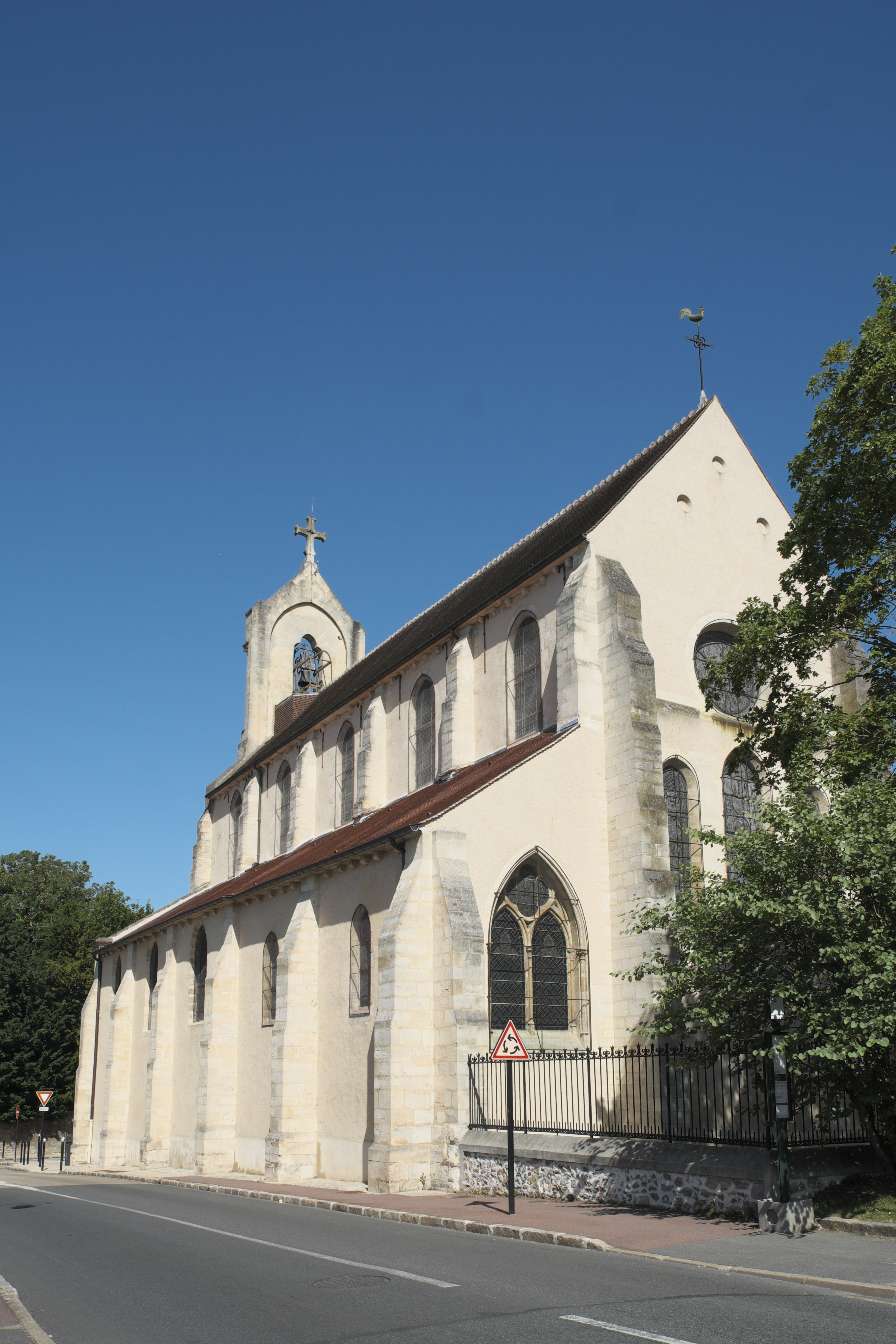
Pfarrkirche Saint-Vincent-Saint-Germain

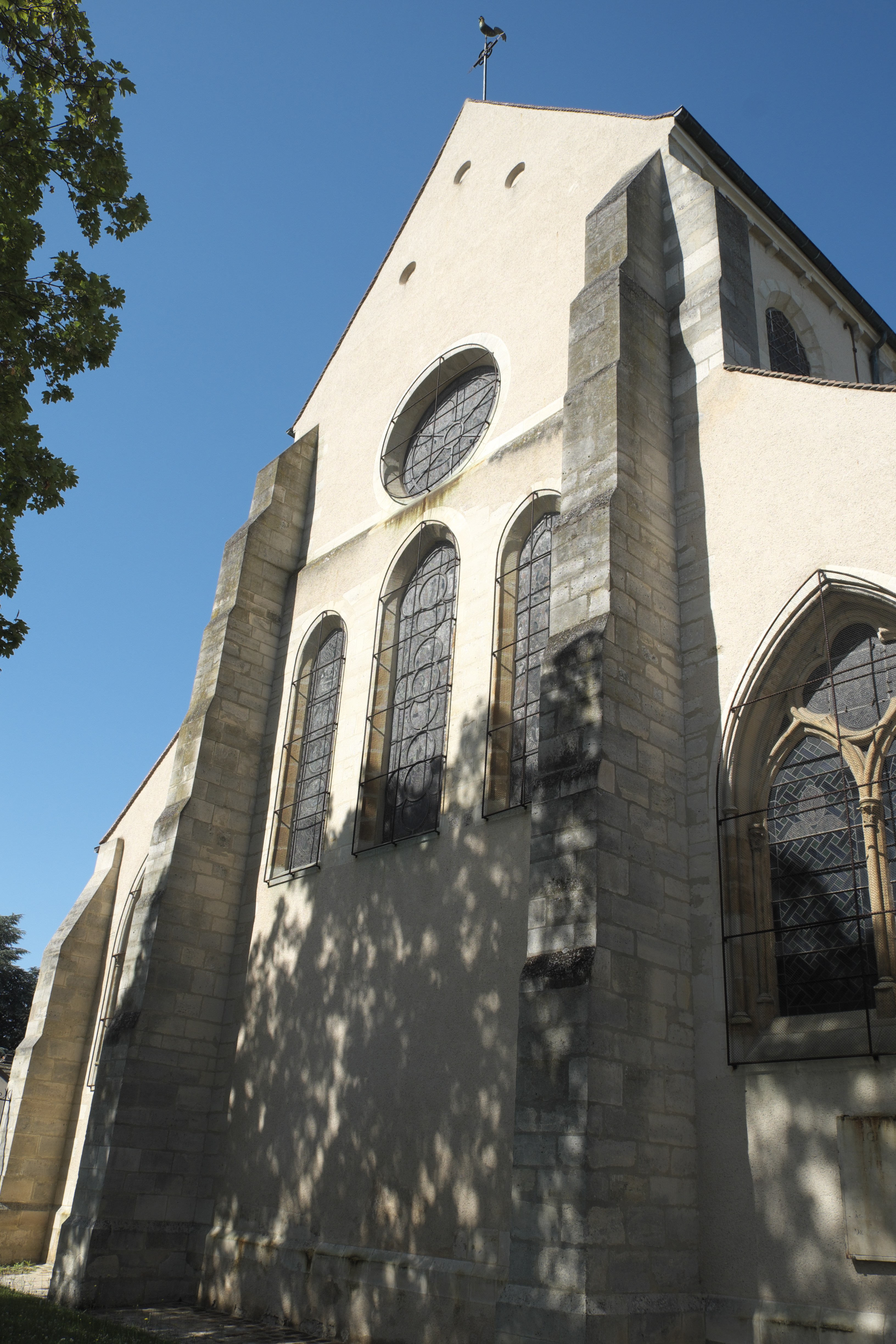
Chor

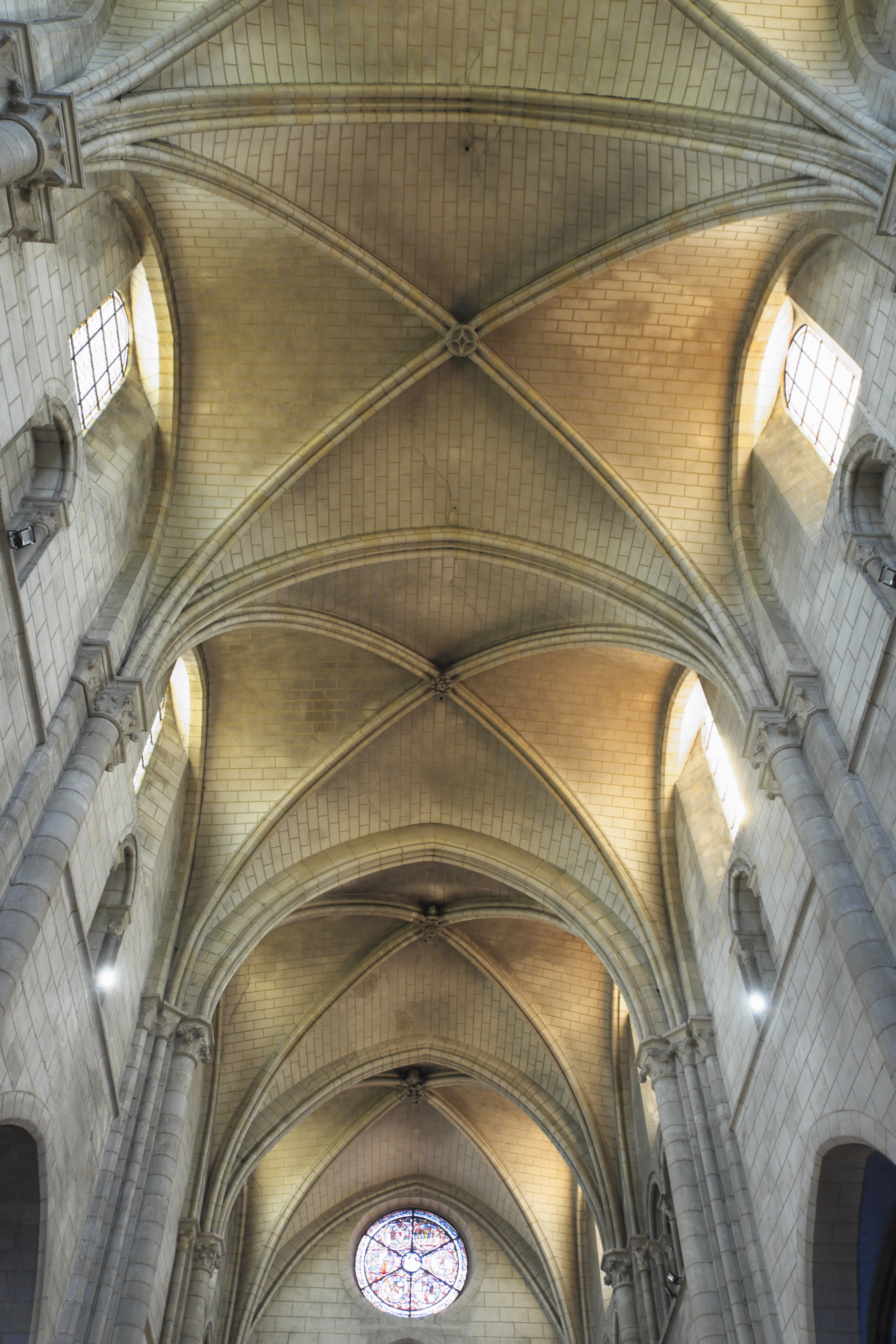
Kreuzrippengewölbe

Die katholische Pfarrkirche Saint-Vincent-Saint-Germain in Saint-Germain-lès-Corbeil, einer Gemeinde im Département Essonne in der französischen Region Île-de-France, wurde Ende des 12. Jahrhunderts im Übergangsstil von der Romanik zur Gotik errichtet. Die Kirche ist dem heiligen Vinzenz von Valencia und als zweitem Patron dem heiligen Germanus von Paris geweiht. Im Jahr 2018 wurde die Kirche, in der Bleiglasfenster aus dem 13. Jahrhundert und Grabplatten aus dem 13. bis 16. Jahrhundert erhalten sind, als Monument historique in die Liste der Baudenkmäler (Base Mérimée) in Frankreich aufgenommen.

## Geschichte
Nach der Legende wurde die Kirche vom heiligen Germanus von Paris gegründet und die Pfarrei im 8. Jahrhundert von der Abtei Saint-Germain-des-Prés errichtet. Ende des 12. Jahrhunderts wurde die ursprüngliche Holzkirche durch einen mächtigen Bau aus Stein ersetzt. Diese Kirche besaß einen hohen Glockenturm, der 1793 einstürzte, und eine Portalvorhalle, die im 19. Jahrhundert abgebrochen wurde.

## Architektur

### Außenbau
Die Westfassade wird von zwei massiven Strebepfeilern gegliedert und von einem mit einem Kreuz besetzten Glockengiebel bekrönt, der im 19. Jahrhundert anstelle des eingestürzten Glockenturms errichtet wurde. Im Erdgeschoss öffnet sich ein spitzbogiges Portal, das von schlanken Säulen und Archivolten mit geometrischem Dekor umgeben ist. Das schmucklose Tympanon wird von einem Dreipassbogen gerahmt. Über dem Portal sind Nischen mit Figuren eingeschnitten, die im 19. Jahrhundert von Elias Robert geschaffen wurden. In der Mitte ist Christus als Weltenrichter dargestellt und seitlich die beiden Kirchenpatrone, der heilige Germanus und der heilige Vinzenz. Der obere Teil der Fassade wird von zwei Rundbogenfenstern durchbrochen, darüber verläuft ein Blendbogenfries, an den sich ein Dreiecksgiebel mit einer Uhr anschließt.

### Innenraum
Das dreischiffige Langhaus mündet im Osten in einen gerade geschlossenen Chor. Das Hauptschiff und die beiden Seitenschiffe werden von Kreuzrippengewölben gedeckt.

## Bleiglasfenster

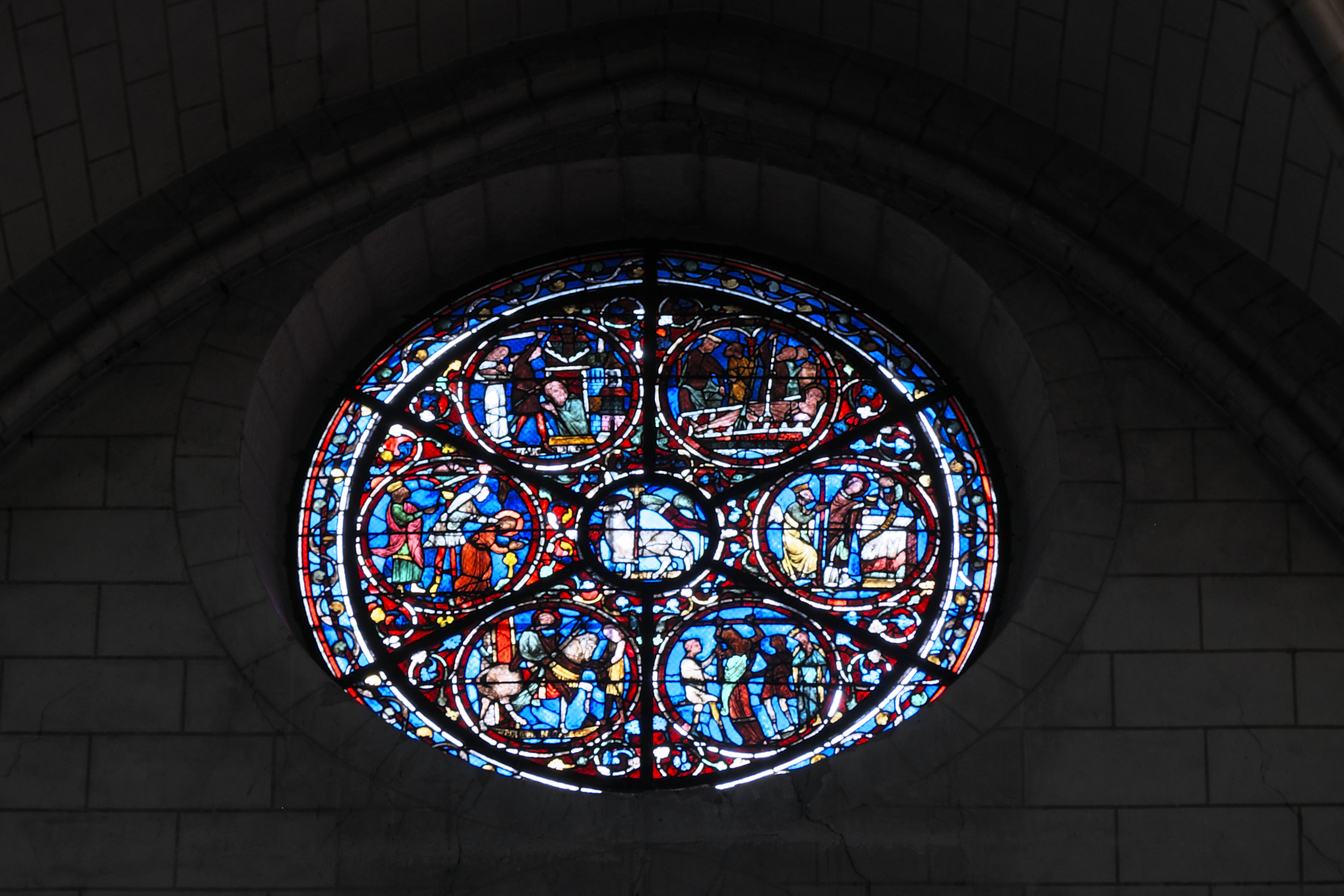
Rosette

Die Rosette und die drei Bleiglasfenster im Chor stammen aus dem 13. Jahrhundert. Sie wurden im Jahr 1908 unter Denkmalschutz gestellt. In der Mitte der Rosette ist das Lamm Gottes zu erkennen. Auf den äußeren Szenen sieht man den heiligen Martin, der seinen Mantel mit einem Bettler teilt, und weitere Heilige, die ihr Martyrium erleiden. Auf dem linken Fenster ist die Wurzel Jesse dargestellt. Die untere Szene zeigt Jesse liegend, aus dessen Seite ein Baum wächst. In den mittleren Scheiben sind die biblischen Könige David und Salomon sowie Maria, Jesus und der Heilige Geist dargestellt, auf den seitlichen Scheiben sieht man weitere Könige und Propheten des Alten Testaments. Das mittlere Fenster ist der Leidensgeschichte Jesu gewidmet, die mit dem Einzug in Jerusalem (unten) beginnt und mit der Auferstehung (oben) endet. Das rechte Fenster weist Szenen der Legende des heiligen Germanus auf. In der unteren Szene löscht Germanus einen Brand in Autun, in der nächsten Szene erhält er die Schlüssel der Stadt Paris, in der Szene darüber wird er mit dem merowingischen König Childebert I. dargestellt und in einer weiteren Szene wird Germanus in Paris zum Bischof geweiht. Die obersten Scheiben stellen den Tod des heiligen Vinzenz dar, dessen Seele zwei Engel in Empfang nehmen.

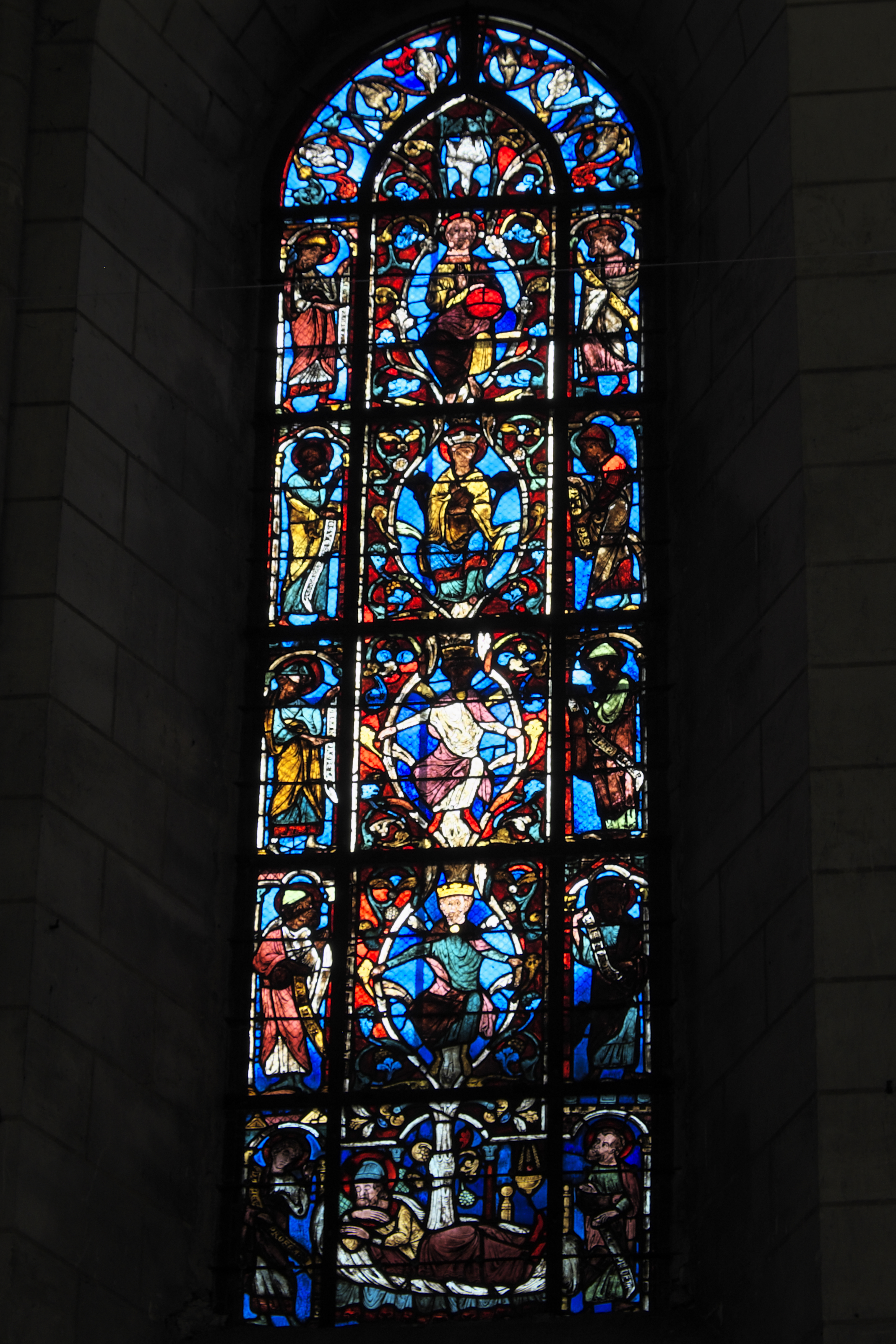
Wurzel Jesse
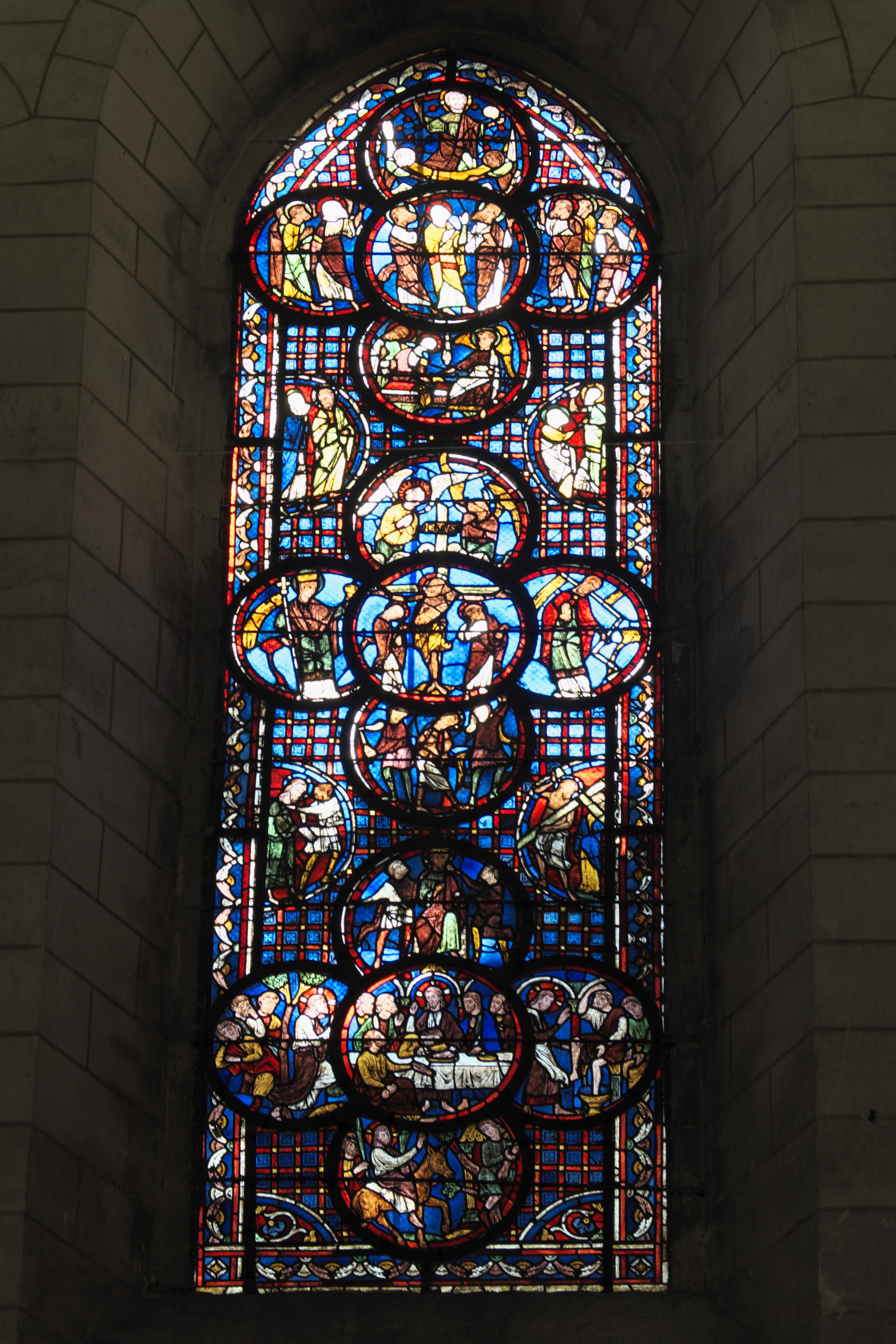
Passion Christi
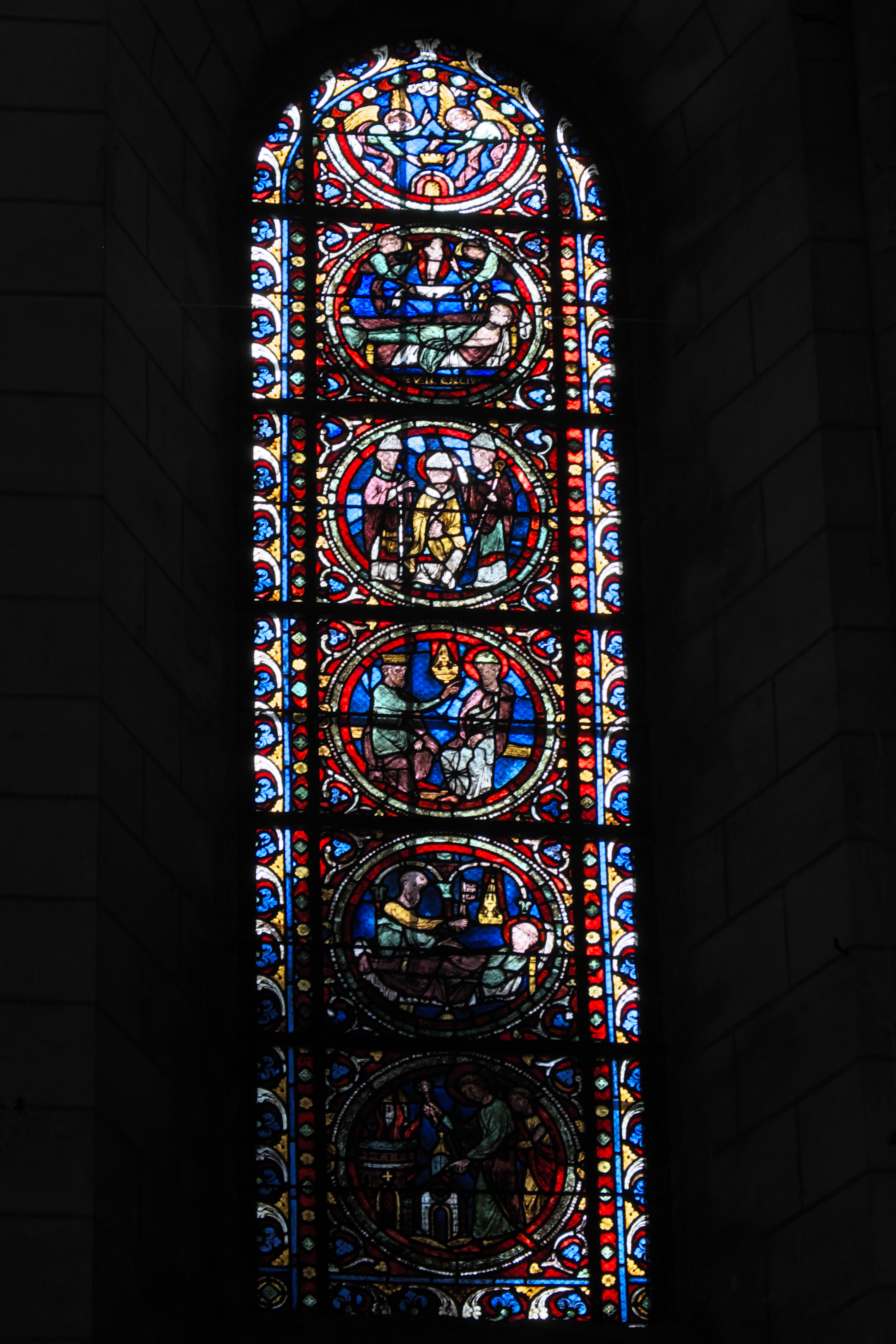
Legende des heiligen Germanus, Tod des heiligen Vinzenz

## Grabplatten
An den Innenwänden der Kirche sind Grabplatten bedeutender Persönlichkeiten und Priester aus dem 13. bis 16. Jahrhundert angebracht. Die Grabplatten sind mit Inschriften versehen und mit den Reliefs der Verstorbenen verziert.
- Grabplatte für Pierre le Teinturier le Vieil († 1216)[3]
- Grabplatte für einen Priester († 1287)[4]
- Grabplatte für einen Priester Magister Johan († 1309)[5]
- Grabplatte für einen Priester Magister Johannes († 1340)[6]
- Grabplatte für Loys Tillet († 1516) und seine Frau Denise Paris[7]

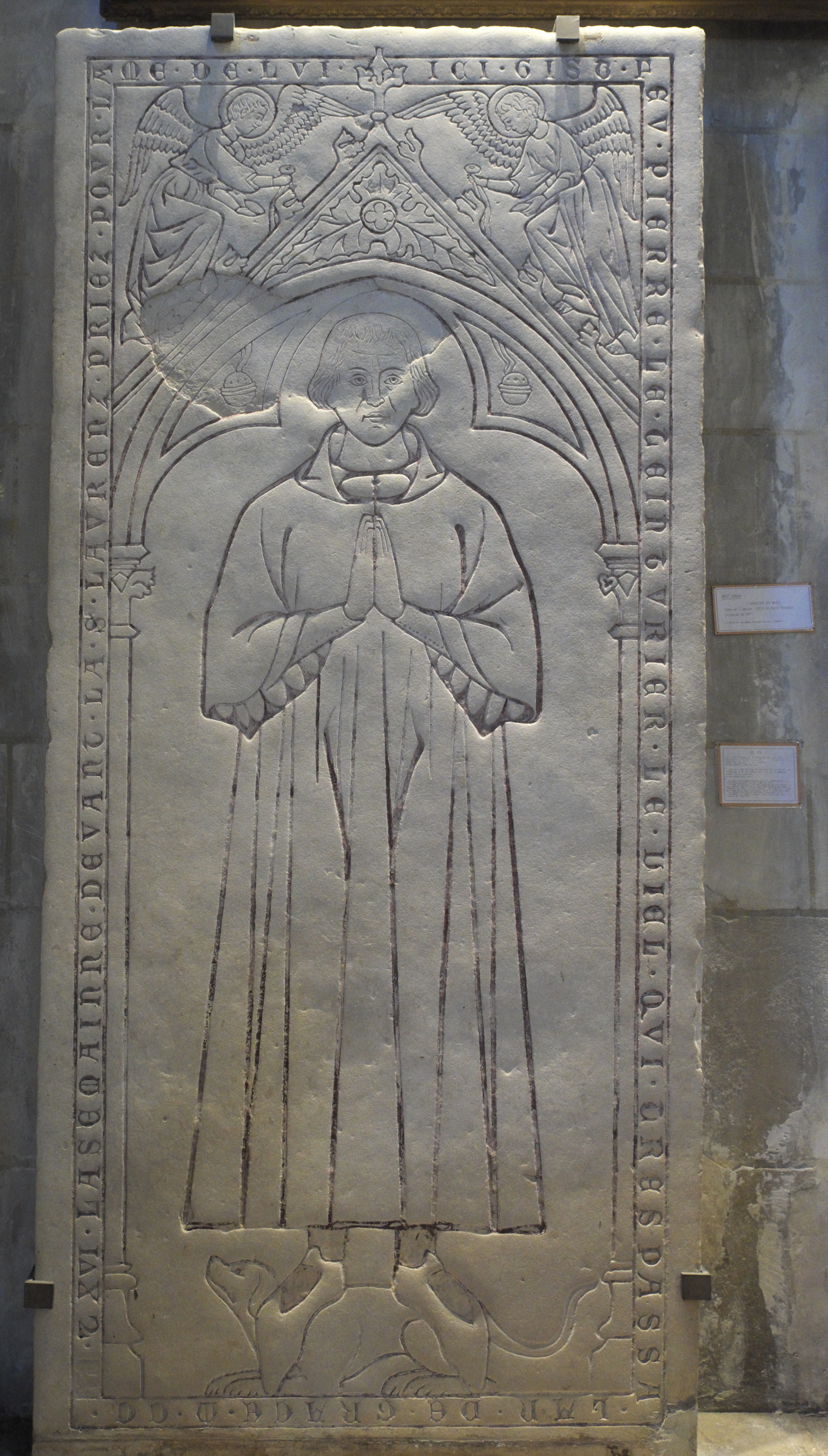
Grabplatte für Pierre le Teinturier le Vieil († 1216)
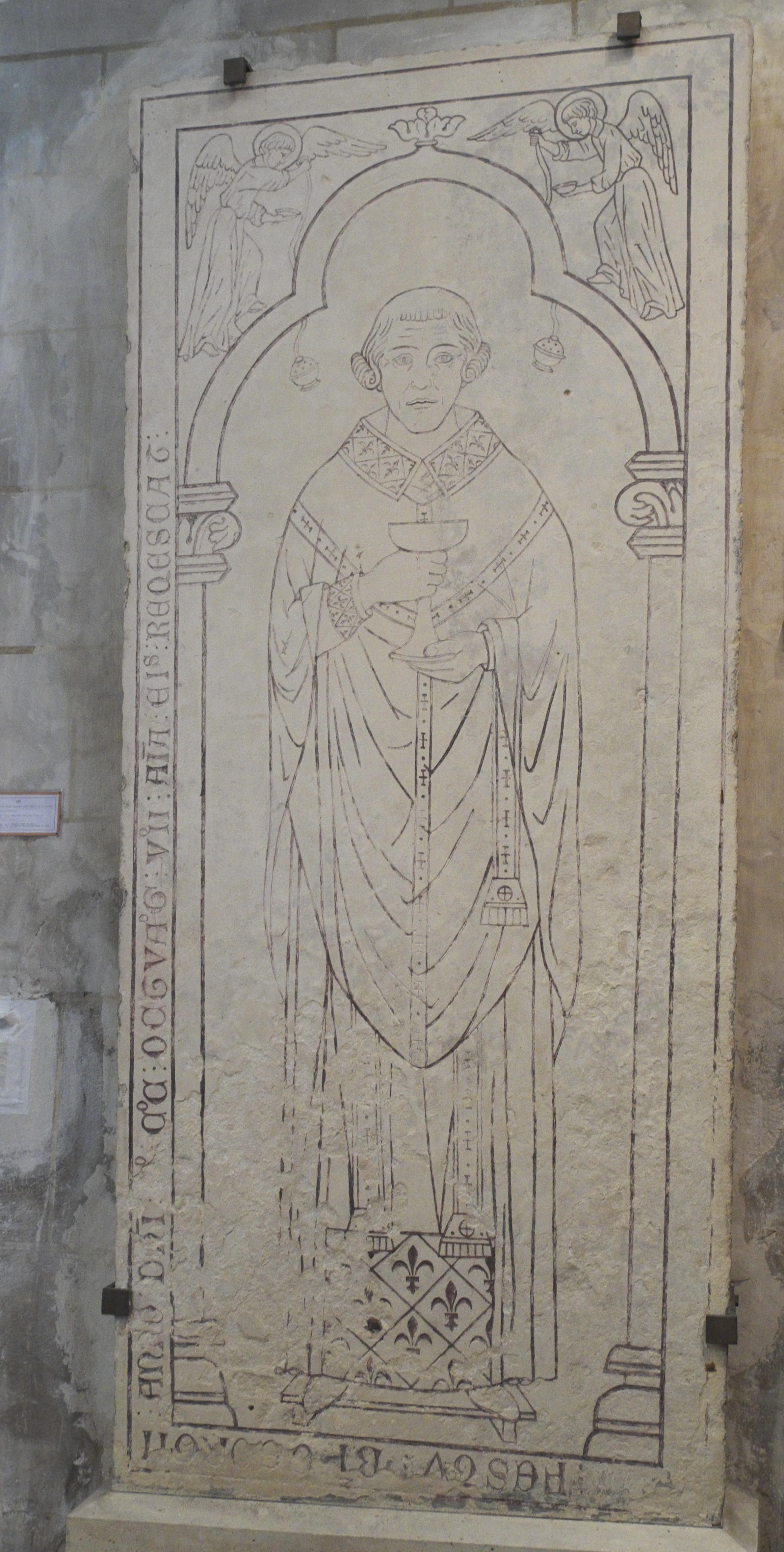
Grabplatte für einen Priester († 1287)
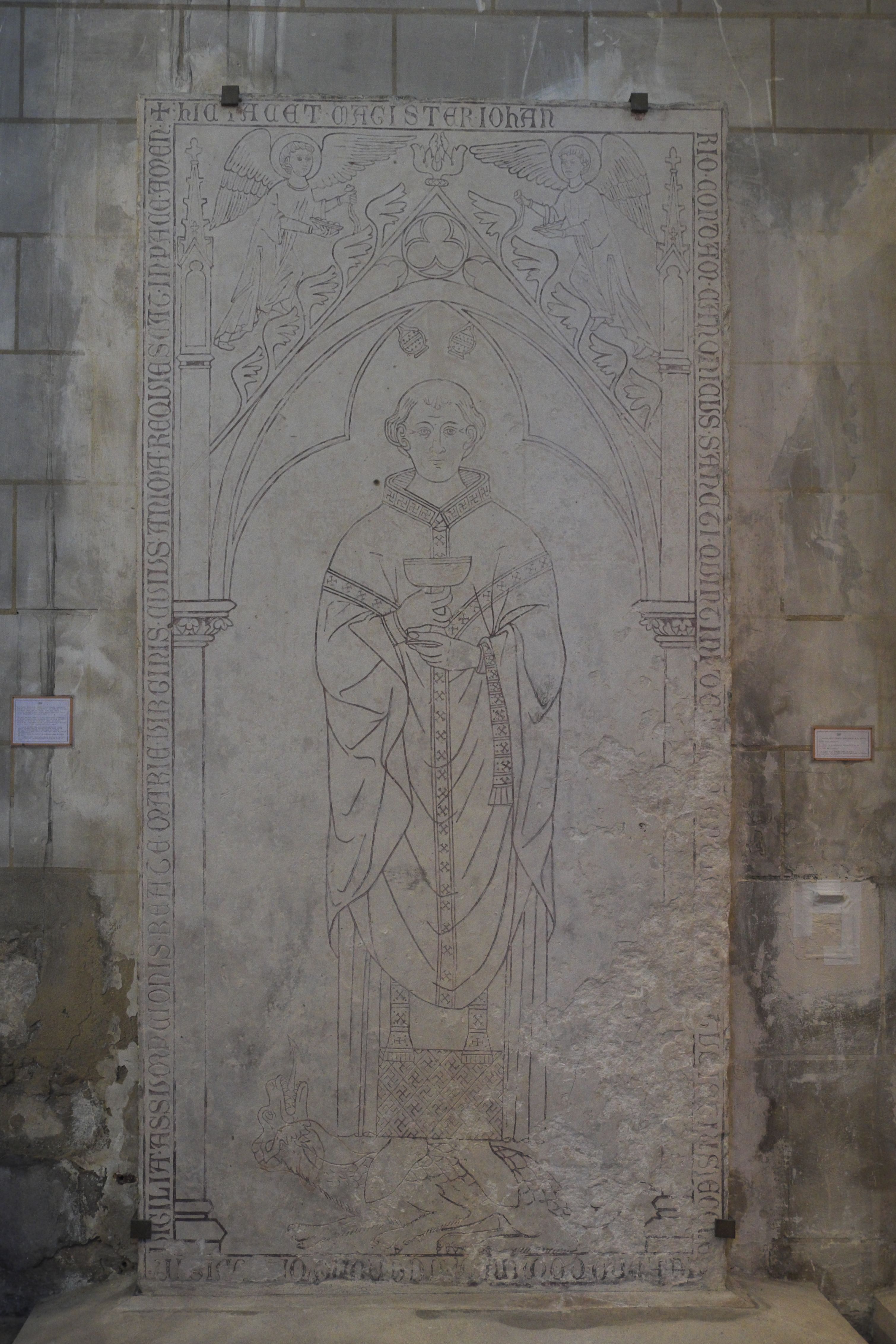
Grabplatte für einen Priester Magister Johan († 1309)
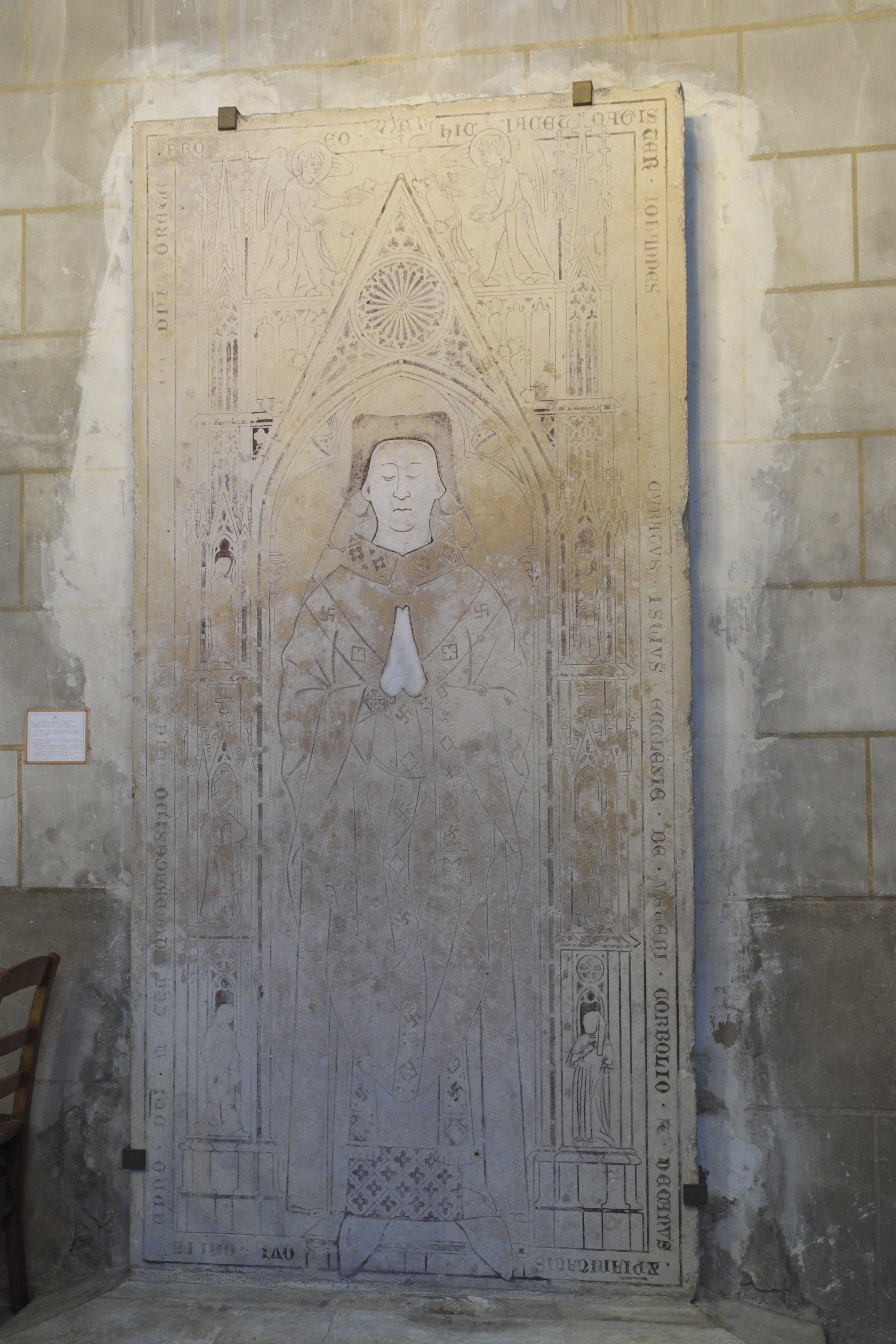
Grabplatte für einen Priester Magister Johannes († 1340)
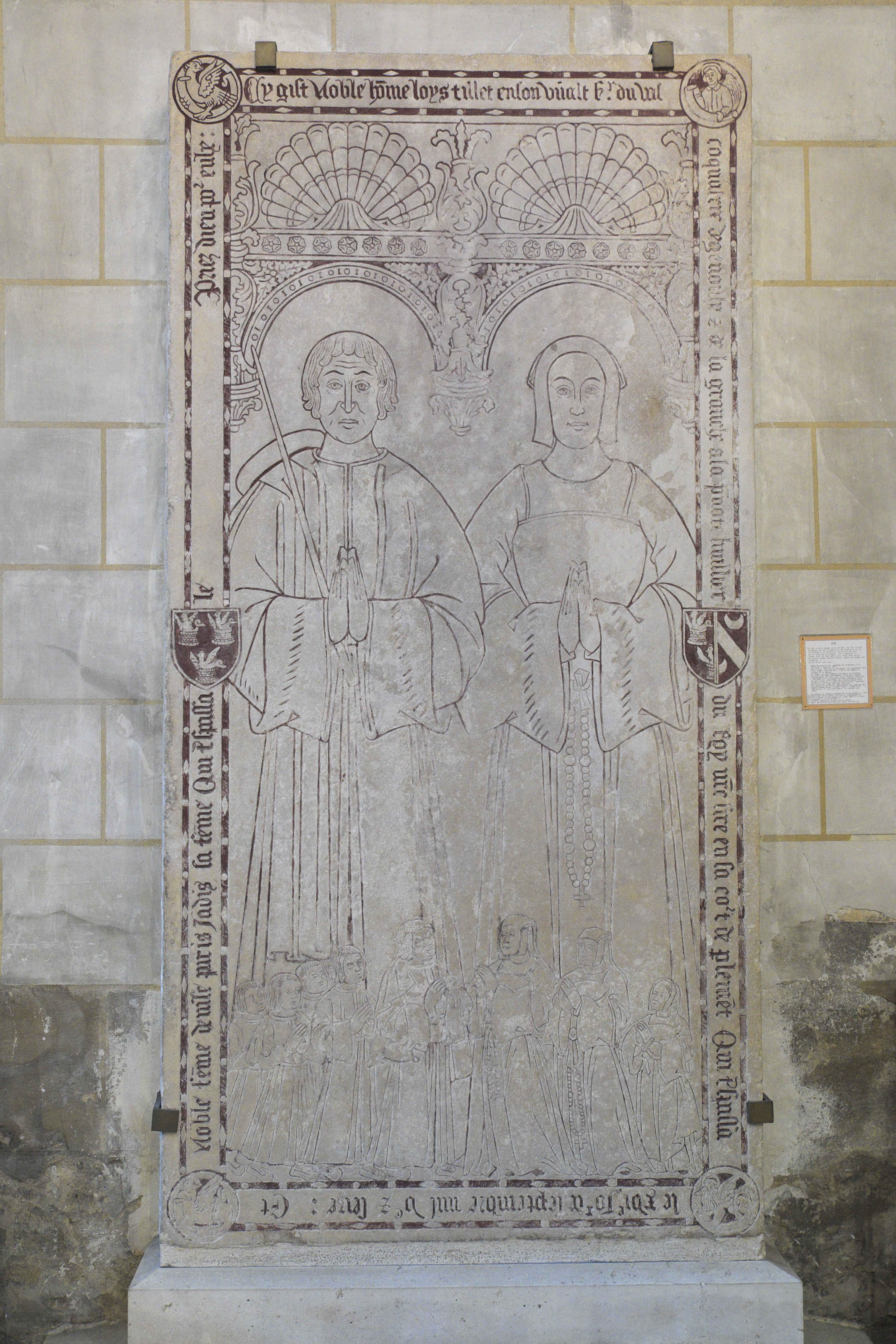
Grabplatte für Loys Tillet († 1516) und seine Frau Denise Paris